# Centaurea ali-beyana
Centaurea ali-beyana là một loài thực vật có hoa trong họ Cúc. Loài này được Font Quer & Pau mô tả khoa học đầu tiên năm 1928.